# بوکس در یونان باستان
بوکس یونان باستان (یونانی: πυγμαχία، پیگماچیا به معنی «مبارزه با مُشت») حداقل (بنا بر ایلیاد هومر) به قرن هشتم پیش از میلاد برمی‌گردد و در زمینه‌های اجتماعی گوناگون در دولت‌شهرهای یونانی برگزار می‌شد. بیشتر منابع موجود در مورد بوکس در یونان باستان تکه‌تکه یا افسانه ای هستند، که بازسازی قوانین، آداب و رسوم و تاریخچه مربوط به این فعالیت را با جزئیات، بسیار دشوار می‌کند. با این حال، واضح است که مسابقات بوکس با دستکش بخش مهمی از فرهنگ ورزشی یونان باستان در اوایل دوره کلاسیک بود.

## منشأ

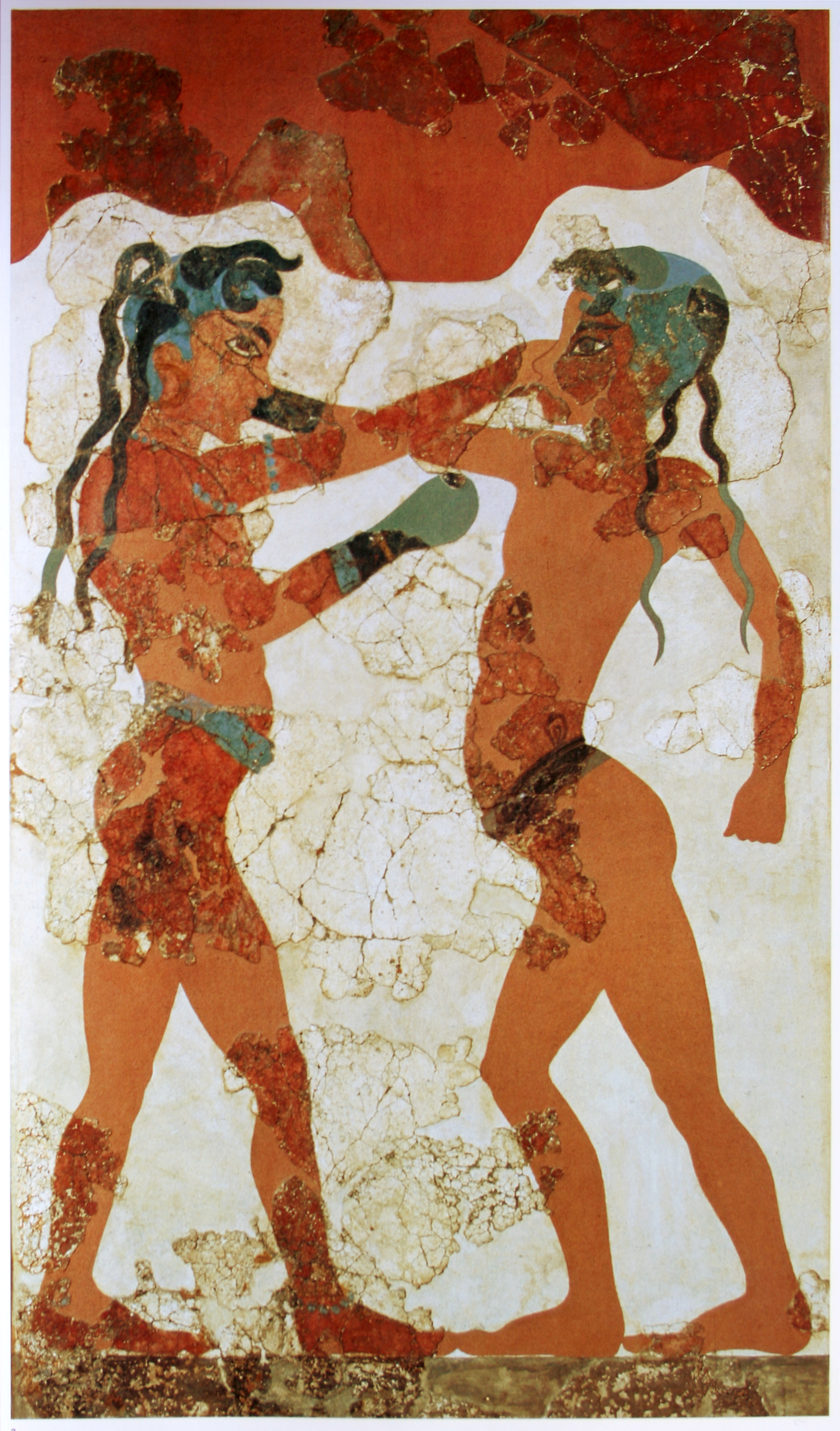
بوکس جوانان مینوسی حدود ۱۵۰۰ قبل از میلاد، اولین شواهد از استفاده از دستکش (فرسکوی آکروتیری)

شواهد باستان‌شناسی و هنری از بوکس یونان باستان (πύξ - pyx یا πυγμή - pygme در یونانی باستان) در اوایل دوره مینوسی و میسنی وجود دارد. افسانه‌های زیادی در مورد منشأ بوکس در یونان وجود دارند. یکی از افسانه‌ها حاکی از آن است که فرمانروای قهرمان، تسئوس، شکلی از بوکس را اختراع کرد که در آن دو مرد رو در رو می‌نشستند و با مشت یکدیگر را می‌زدند تا اینکه یکی از آنها کشته شود. با گذشت زمان، تغییراتی اعمال شد تا بوکسورها در حالت ایستاده مقابله کنند و دستکش (با تیغه) بپوشند و از بازو تا زیر آرنج خود را بپوشانند؛ به غیر از این پوشش، آن‌ها کاملاً برهنه می‌جنگیدند.
بر اساس ایلیاد، جنگجویان میسنایی مشت‌زنی را در میان مسابقات خود برای گرامیداشت کشته شدگان گنجاندند؛ اگرچه ممکن است حماسه‌های هومری فرهنگ یونانی متأخر را به جای تاریخ قدیمی‌تر منعکس کنند. بوکس یکی از مسابقاتی بود که در اواخر جنگ تروا به یادبود دوست کشته شده آشیل، پاتروکلوس، برگزار شد. در بزرگداشت پاتروکلوس بود که یونانی‌ها بعداً بوکس (پیگمه یا پیگماچیا) را به بازی‌های المپیک سال ۶۸۸ قبل از میلاد، معرفی کردند. شرکت کنندگان روی کیسه‌های بوکس (به نام کوریکوس) تمرین کرده و آموزش می‌دیدند. مبارزان برای محافظت از خود در برابر آسیب، بندهای چرمی (به نام هیمانتس) روی دست‌ها (انگشتان آزاد) می‌گذاشتند و مچ دست و گاهی سینه خود را هم می‌بستند. هیچ محافظی برای صورت یا سر مبارزان وجود نداشت، یعنی بوکس یونانی در مقایسه با بوکس امروزی بسیار خطرناک‌تر بود. تماشای بازی‌ها، به ویژه بوکس، برای زنان ممنوع بود.
فیلوستراتوس محقق و مورخ معتقد بود که بوکس در ابتدا در اسپارت توسعه یافت. اسپارتی‌های اولیه معتقد بودند که کلاه ایمنی غیرضروری است و بوکس آن‌ها را برای ضربات اجتناب‌ناپذیری که قرار بود در نبرد به سرشان وارد شود، آماده می‌کرد. با این حال، اسپارتی‌ها هرگز در جنبه رقابتی بوکس در قالب یک ورزش، شرکت نکردند و ابزار شکست را ناپسند می‌دانستند.

## تجهیزات

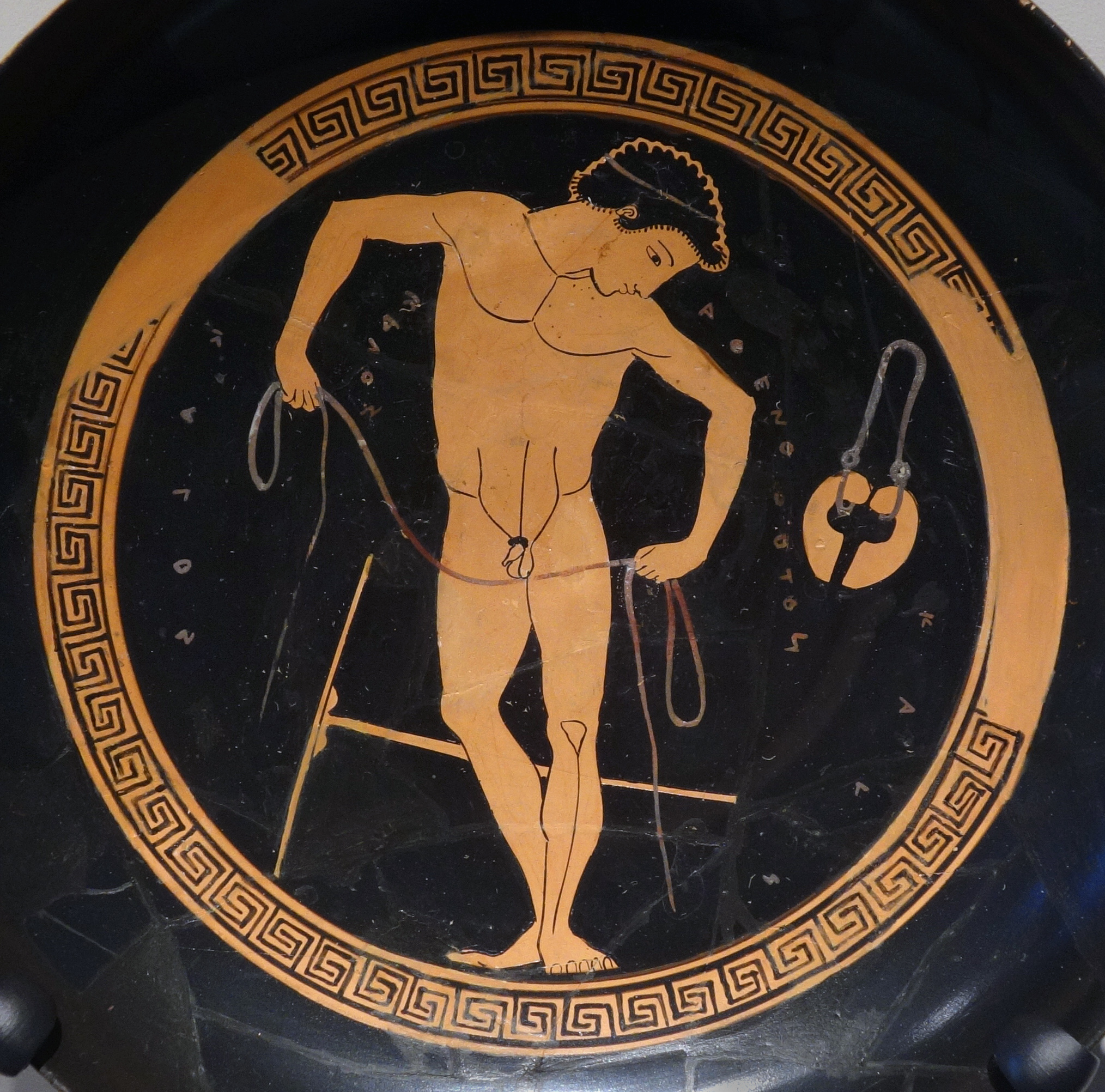
بوکسور جوانی که دستانش را در نوارهای چرمی در میان تجهیزات پالائسترا می‌بندد (نقش بر سبو، اواخر قرن ششم تا اوایل قرن پنجم قبل از میلاد)

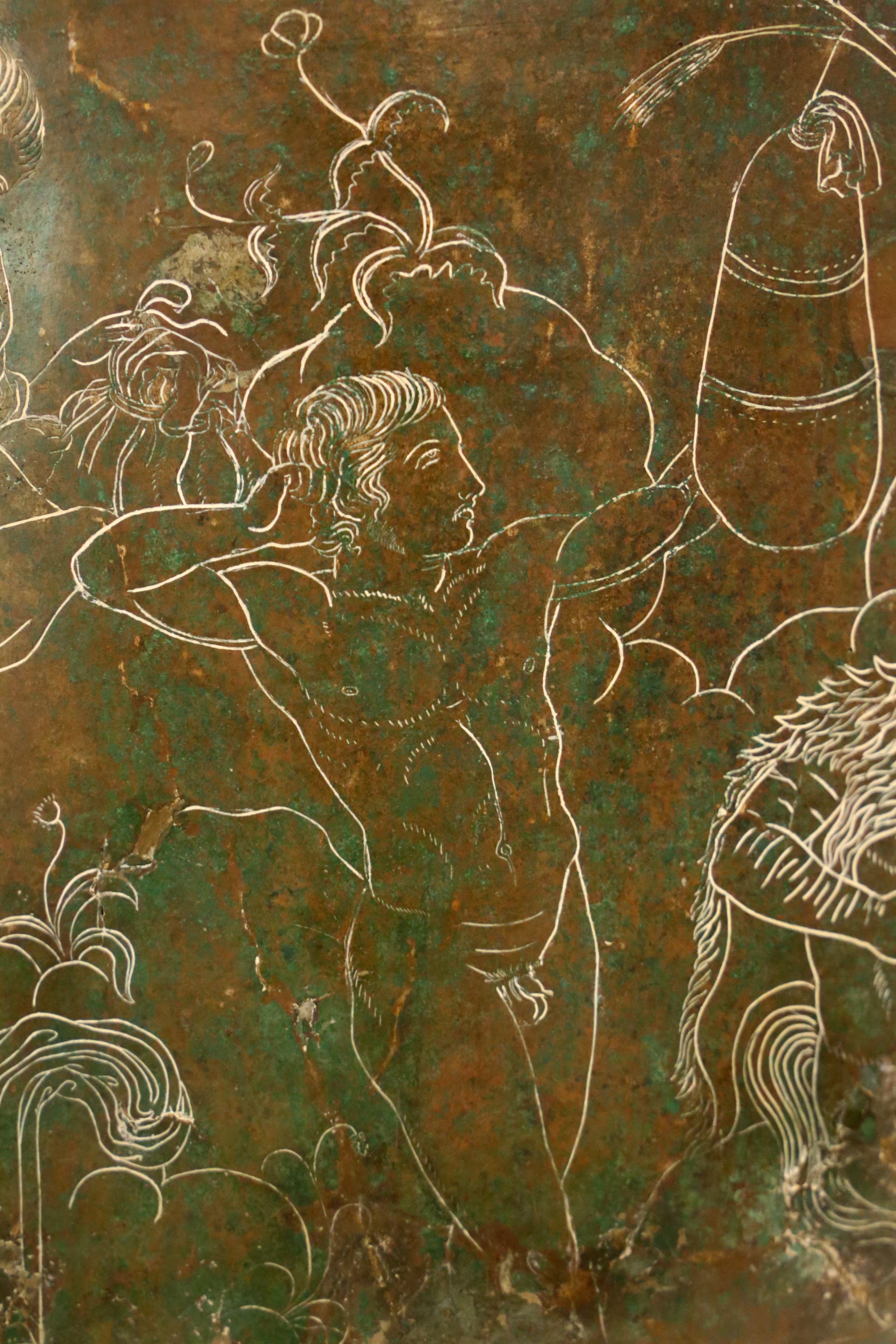
بوکسور اساطیری پولوکس در حالت تمرین با کیسه بوکس، اثر سیستا اتروسکی، ۳۴۰–۳۳۰ قبل از میلاد

گونه‌ای که برای محافظت دست‌ها و بند انگشتان استفاده می‌شد می‌توانست سبک مبارزه را برای رقبا تعیین کند. از زمان ایلیاد تا حدود ۵۰۰ سال قبل از میلاد، «هیمانتس» به عنوان محافظ برای بند انگشت و دست استفاده می‌شد. هیمانتس بندهایی از جنس پوست گاو بودند که تقریباً ۳٫۰–۳٫۷ متر (۹٫۸–۱۲٫۱ فوت) بلندی داشتند و چندین بار دور دست و بند انگشتان پیچیده می‌شدند. این بندها معمولاً دارای حلقه‌هایی بودند که ورزشکار می‌توانست چهار انگشت خود را درون آن وارد کند و دست را به شکل یک مشت محکم ببندد. به‌طور کلی، این تنها شکل محافظتی بود که شرکت کنندگان از دوران هومر تا پایان قرن پنجم استفاده می‌کردند. منابع کلاسیک آنها را به عنوان «دستکش‌های نرم» توصیف می‌کنند، اگرچه مطالعات مدرن نشان داده است که این بندها اصلاً هم نرم نبودند و محافظی برای بند انگشتان به‌شمار می‌رفتند، نه برای ملایم کردن ضربه به حریف؛ دقیقاً مانند دستکش‌های مدرن که از دست محافظت می‌کنند و اجازه می‌دهند مشت‌های سخت تری به حریف وارد آید. چنین دستکش‌هایی را امروزه می‌توان در بسیاری از گلدان‌های حفاری شده از قرن پنجم و ششم قبل از میلاد کشف کرد.
در حدود ۴۰۰ سال قبل از میلاد، «سفایرای» معرفی شد. سفایرای بسیار شبیه هیمانتس بود؛ تنها تفاوت قابل توجه این بود که آنها دارای یک قسمت درونی بالشتکی بودند که در اطراف دست‌ها پیچیده می‌شد و قسمت بیرونی بند به‌طور قابل توجهی ضخیم‌تر و سخت‌تر بود. علاوه بر این، در این دوره زمانی برای تسهیل آسیب بیشتر، «تسمه‌های تیز» معرفی شدند و تا حدود سال ۲۰۰ پس از میلاد محبوبیت داشتند.
اندکی قبل از اختراع سفایرای، اوزیس در بوکس معرفی شد. اوزیس از چندین نوار چرمی ضخیم تشکیل شده بود که دور دست، مچ و ساعد را احاطه می‌کرد. یک نوار به جنس پشم گوسفند، بر روی ساعد قرار داده می‌شد تا عرق بازیکن را جذب کند. بندک‌های چرمی تا ناحیهٔ ساعد بالا کشیده می‌شدند تا در هنگام مشت زدن حمایت بیشتری برای بازیکن داشته باشد و بند انگشتان نیز با چرم تقویت شدند.
«کورکوس» معادل کیسه‌های بوکس مدرن بود. کوریکوس برای تمرین در پالائسترا (واقع در بخشی از ژیمناسیوم) استفاده می‌شد و با ماسه، آرد یا ارزن داخل آن را پر می‌کردند. این کیسه‌ها معمولاً در نقاشی‌هایی که از بوکس در آن زمان کشیده می‌شد، به تصویر کشیده شده‌اند.

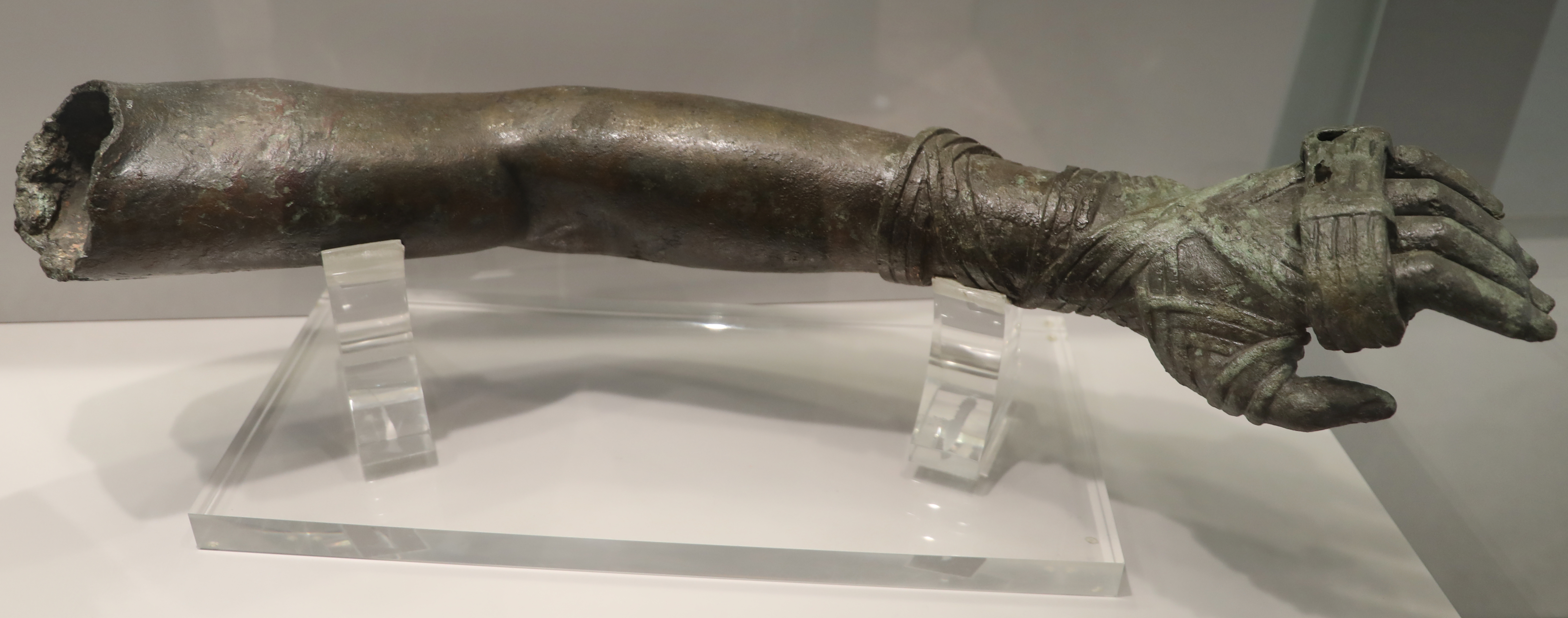
بازوی چپ مجسمه یک بوکسور جوان، اواخر دوم پیش از میلاد (موزه ملی باستان‌شناسی، آتن)

## قوانین

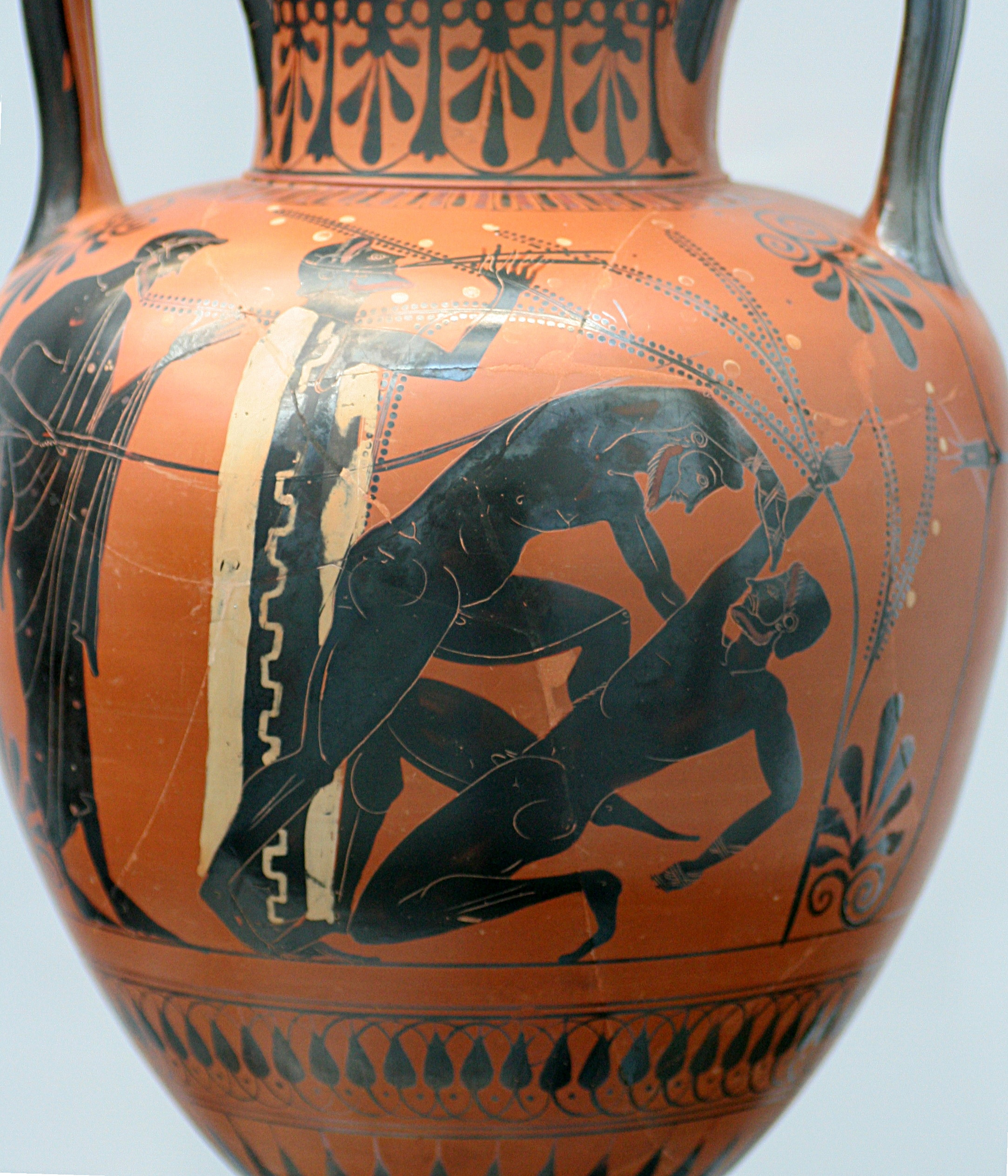
بوکسور سمت راست با بالا بردن انگشت خود علامت می‌دهد که تسلیم شده (حدود ۵۰۰ سال قبل از میلاد).

قوانین پذیرفته شدهٔ بوکس باستانی یونانیان، امروزه بر اساس منابع و تصاویر تاریخی چندان شناخته شده نیست. اگرچه شواهدی برای چگونگی ضربات در بوکس یونان باستان وجود دارد، این مسئله همچنان موضوع بحث در میان محققان است. به دلیل وجود تعداد محدود منابع و ارجاعات دست نخورده به این ورزش، قوانین فقط قابل استنباط هستند.
- نگه داشتن یا کشتی گرفتن ممنوع بود
- هر نوع ضربه با دست مجاز بود، اما ضربه زدن با انگشتان ممنوع بود
- از انگشتر یا حلقه استفاده نمی‌شد
- هیچ وقت یا محدودیت زمانی وجود نداشت
- پیروزی زمانی تعیین می‌شد که یک مبارز تسلیم یا ناتوان می‌شد
- بدون شرایط وزنی، حریفان به‌طور تصادفی انتخاب می‌شدند
- قضات قوانین برای اجرای قانون، با ترکه یا شلاق به ورزشکار خاطی ضربه می‌زدند
- اگر مبارزه بیش از حد طول می‌کشید، مبارزان می‌توانستند به ضربات نوبتی بدون دفاع بپردازند

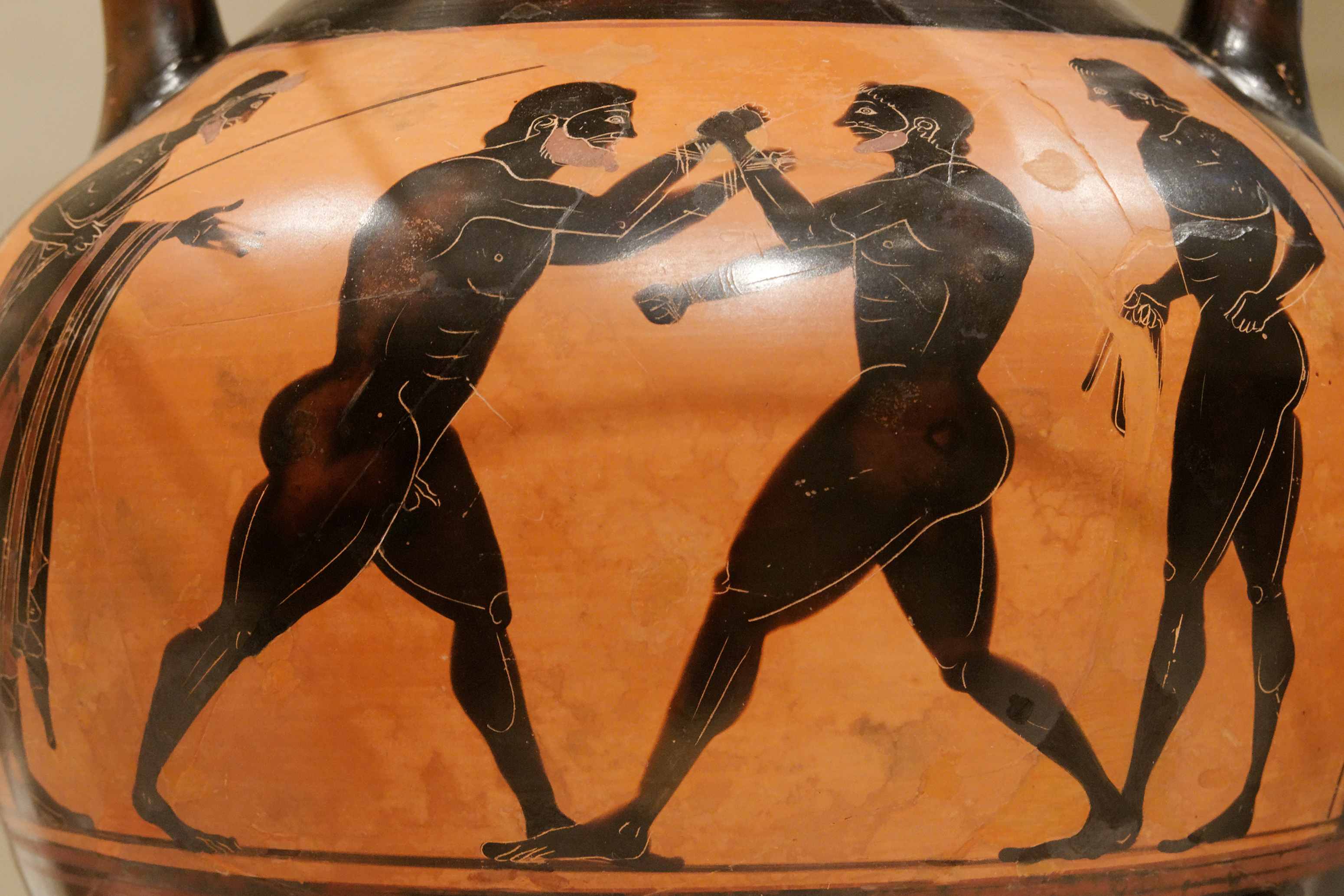
بوکسورها روی آمفورای پاناتنایک (موزه هنر متروپولیتن)

برخلاف بوکس مدرن، یونانی‌ها رقبا را در یک رینگ محصور نمی‌کردند تا مبارزه را در فاصله نزدیک تشویق کنند؛ بنابراین، بیشتر بوکسورها رویکرد دفاعی می‌گرفتند. علاوه بر این، بوکس در یونان باستان به راندهای فردی تقسیم نمی‌شد. رقبا تا آنقدر مبارزه می‌کردند تا یکی از آن‌ها از پا در آید. بوکسوری که می‌افتاد را می‌شد مورد ضرب و شتم قرار داد و تفاوتی با حالت ایستاده نداشت.
روش مدرن تقسیم بوکسورها به دسته‌های وزنی در بین یونانی‌ها رایج نبود. به‌طور معمول، هر مردی که مایل به شرکت در این رویداد بود، بدون در نظر گرفتن قدرت یا توده عضلانیش، به بازی‌ها راه می‌یافت و شرکت کنندگان تصادفی با یکدیگر رقابت می‌کردند.

قوانین دقیق بوکس در دوران باستان را نمی‌توان به‌طور قطعی دانست و در منابع و تصاویر تاریخی به جای مانده شواهد کمی باقی است. اعتقاد بر این است که هر نوع ضربه ای با دست مجاز بود، هرچند استفاده از دست برای کوبیدن به کرهٔ چشم مجاز نبود. در دست گرفتن یا گلاویز شدن با حریف نیز ممنوع بود. اگر به دلیل سرسختی رقبا، مبارزه بیش از حد طول می‌کشید، ورزشکاران می‌توانستند بدون اینکه هیچ‌یک از آنها از خود دفاع کنند، به نوبت به یکدیگر ضربه بزنند تا روند ناک اوت یا تسلیم شدن را تسریع کنند. احتمالاً قضات با کتک زدن متخلفان با ترکیه یا شلاق قوانین را اجرا می‌کردند. 

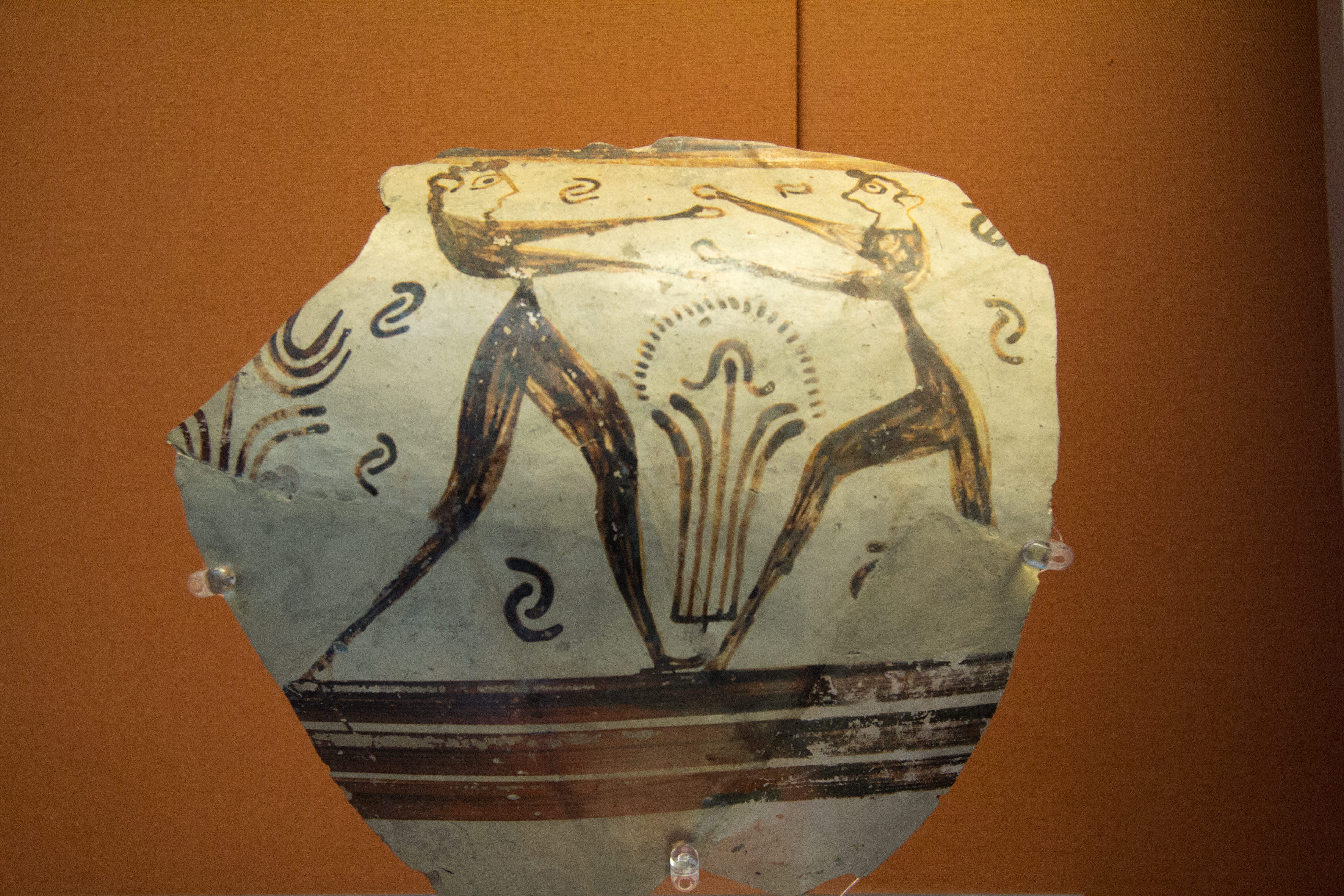
بوکسورهای میسنی، ۱۳۰۰-۱۲۵۰ قبل از میلاد، بر روی یک قطعه کراتر
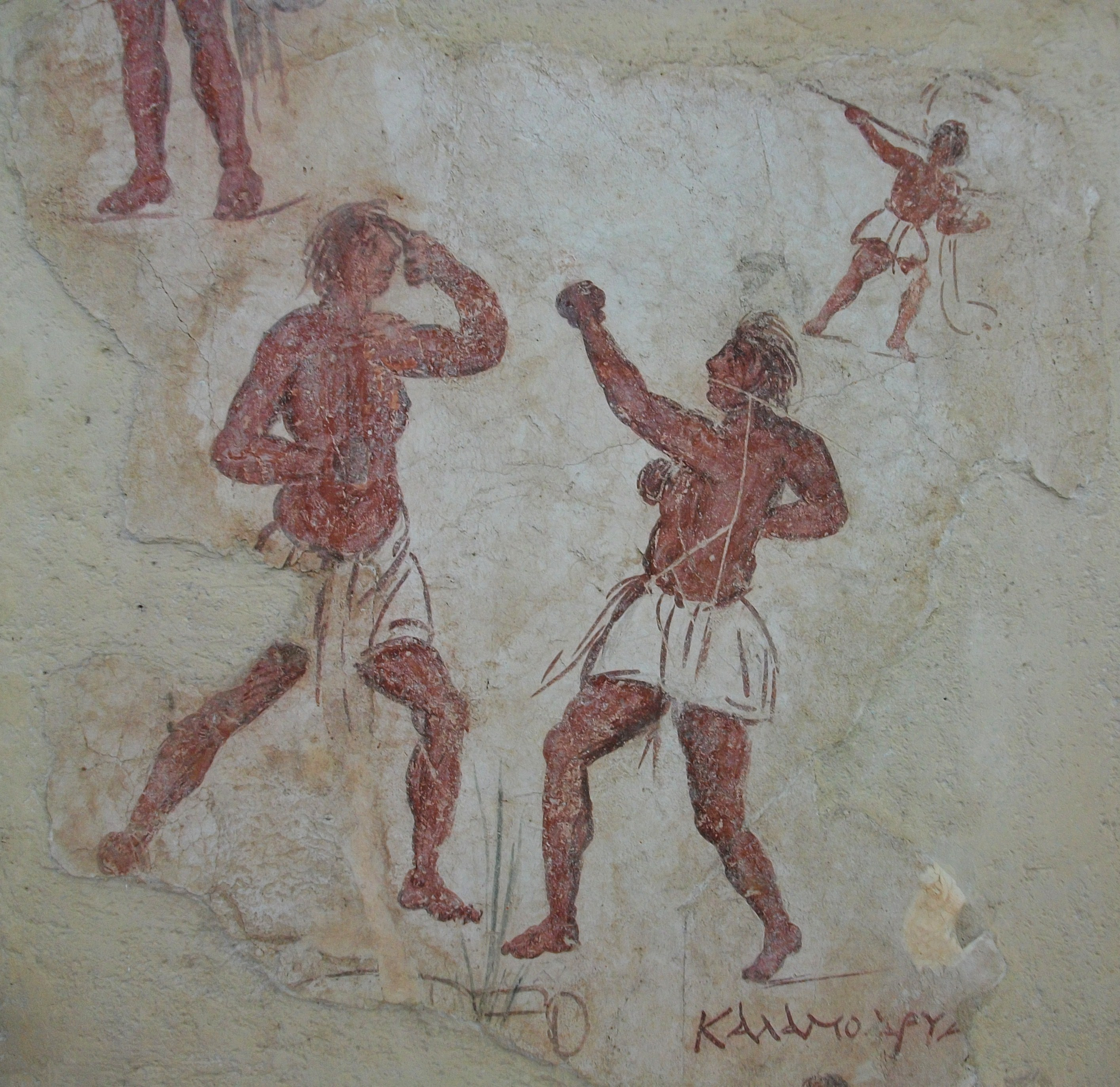
بوکس یا پانکریشن با دستکش (اواخر قرن دوم تا اوایل قرن اول قبل از میلاد)
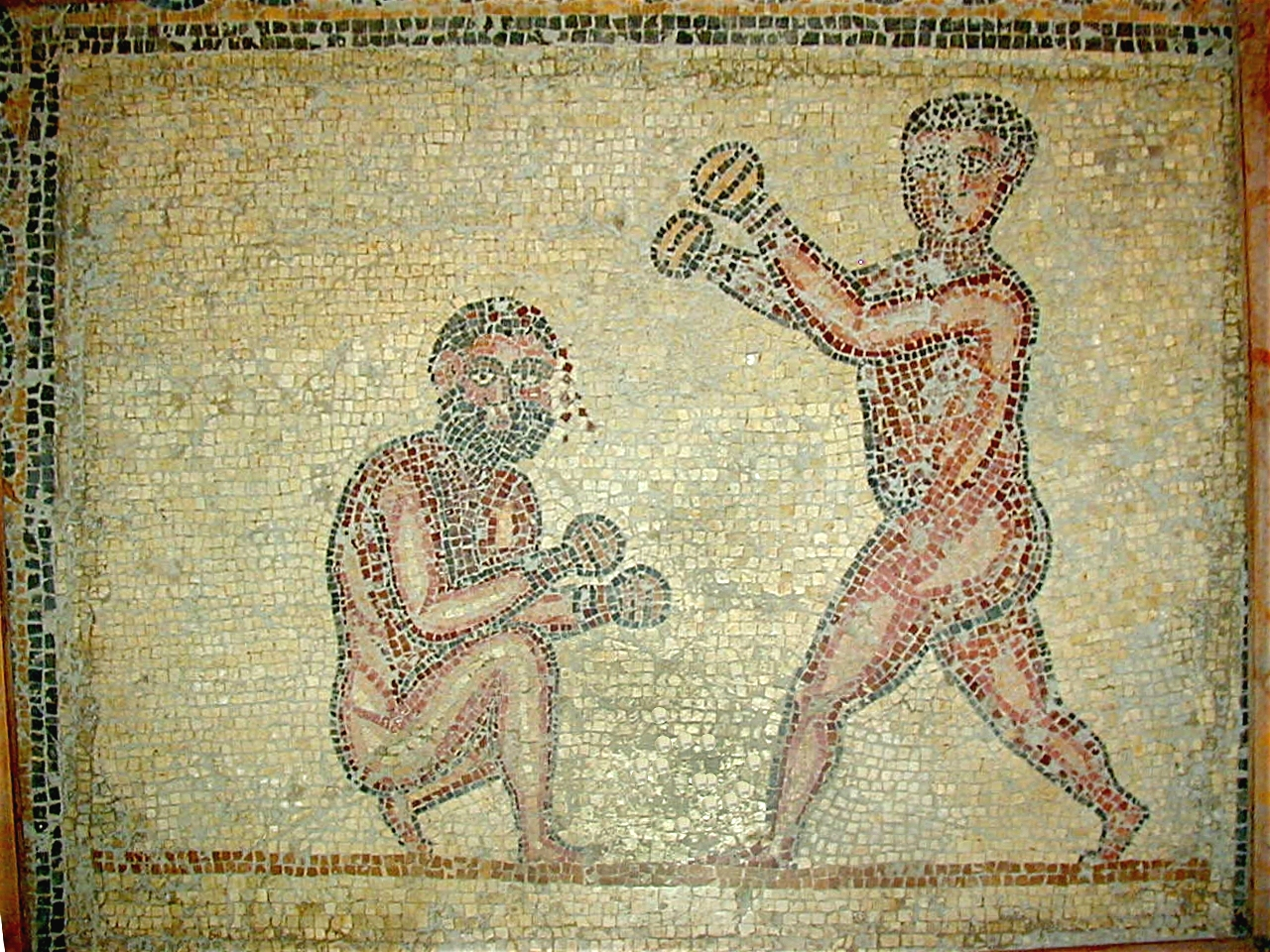
پوگلیست‌هایی که دستکش‌هایی به شکل کروی پوشیده‌اند، موزاییکی از آفریقای رومی (قرن سوم پس از میلاد)
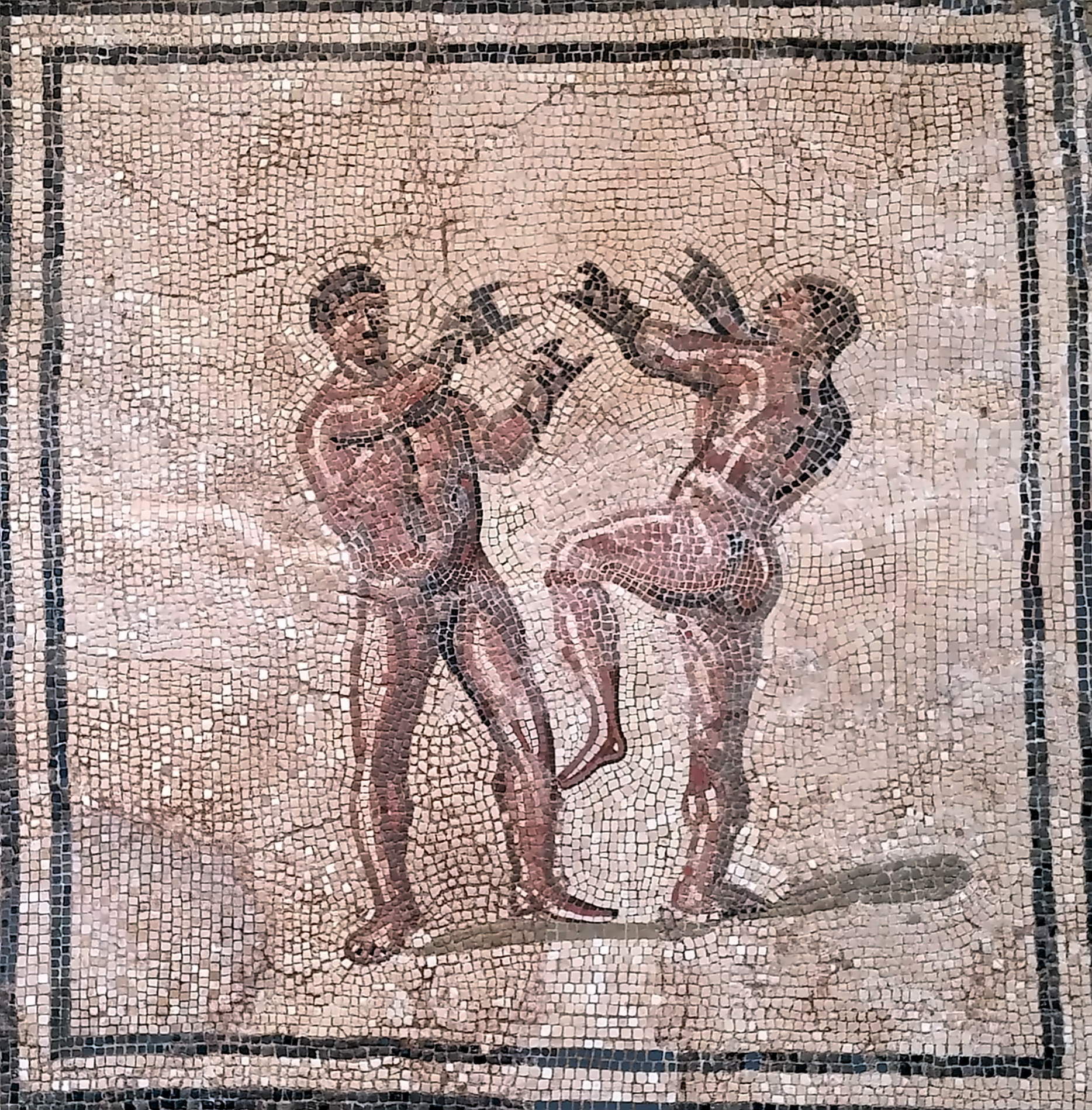
پوگلیست‌ها (احتمالاً در پانکریشن) با لباس‌های سیخ‌دار، موزاییکی از تریر رومی(اوایل تا اوسط قرن چهارم میلادی)